# Nijkerkernauw
El Nijkerkernauw (que podría traducirse como estrecho de  Nijkerker, ya que en neerlandés, «nauw» significa estrecho) es un lago de borde artificial localizado en el centro de los Países Bajos, entre las provincias de Flevoland y el noreste de Utrecht y el noroeste de Güeldres. El lago fue ganado al mar cuando se realizaron los polders de Flevoland.
El Nijkerkernauw forma parte de la serie de lagos periféricos utilizados para separar geohidrológicamente los pólderes bajos de Flevoland de las tierras más altas del continente. El Nijkerkernauw está conectado: por el este, en las cercanías de Nijkerk, con el Nuldernauw, del que le separa una barrera que tien una esclusa (Nijkerkersluis); y por su extremo noroeste, en la parte en que comienza a ensancharse, cerca de Spakenburg, con el Eemmeer, sin que haya una separación clara entre ambos cuerpos de agua.